# Atrak
Der Atrak (persisch اترک; turkmenisch Etrek derýasy) ist ein Zufluss des Kaspischen Meeres im Iran und in Turkmenistan.
Der Atrak entspringt im Kopet-Dag-Gebirge in der Provinz Razavi-Chorasan im Nordosten des Iran. Am Oberlauf wird der Fluss vom Tabarak-Damm aufgestaut. Der Atrak fließt in überwiegend westlicher Richtung in die Provinz Nord-Chorasan. Er passiert dabei die Städte Ghutschan und Shirwan. Ab der Einmündung des Sumbar von rechts bildet der Atrak die Staatsgrenze zwischen Iran und Turkmenistan. Am Unterlauf befindet sich auf der turkmenischen Uferseite das Verwaltungszentrum Gyzyletrek. Etwa 50 km östlich der Südostküste des Kaspischen Meeres wird das Flusswasser über einen Kanal durch die iranische Provinz Golestan zum Meer geleitet. Aufgrund der starken Nutzung des Atrak zu Bewässerungszwecken erreicht er nur bei starker Wasserführung das Meer.
Der Atrak hat eine Länge von 669 km. Sein Einzugsgebiet umfasst 27.300 km².